# El Sabio
El Sabio es el sexto álbum de estudio de Héctor Lavoe en su carrera como solista, que fue lanzado en el año 1980 por el sello Fania Records. El productor de este trabajo musical fue Willie Colón. 

## Producción

### Grabación
Entre 1979 y 1980, Héctor Lavoe y su orquesta realizaron  un viaje al Distrito Federal de México en donde dieron una serie de presentaciones, allí el compositor cubano Raúl René Rosado le entregó la letra de Aléjate a José Febles y este lo arreglo en solo una hora. Al momento de iniciar la grabación de este tema, se fue la electricidad por lo que regresaron al hotel y esperaron al día siguiente, ya luego la orquesta intentó tocar la canción a pedido de la Federación de Músicos de México pero esta vez hubo un problema con el piano (se encontraba desafinado). Finalmente el tema Aléjate fue grabado en Nueva York entre 1979 y 1980.
Las canciones Para Ochún, Noche de Farra y dos temas más se grabaron originalmente para el álbum de 1976, De Ti Depende (It's Up to You) pero no fueron incluidas en el "setlist" por decisión de Jerry Masucci y porque a Héctor Lavoe no le gustó como salió su voz. Finalmente Para Ochún y Noche de Farra se incluyeron en este álbum ya que Jerry Masucci se encontraba ansioso en sacar un disco de Héctor Lavoe, esto debido a las ganancias que generaba en ese tiempo su música.

## Lista de canciones
| N.º | Título                                                         | Compositor(es)   | Duración |  |
| 1.  | «El Sabio» (Arreglos musicales por: José Febles)               | Tito Rodríguez   | 4:28     |  |
| 2.  | «Plazos Traicioneros» (Arreglos musicales por: Alberto García) | Luis Marquetti   | 3:34     |  |
| 3.  | «Noche de Farra» (Arreglos musicales por: José Madera)         | Armando Dewolff  | 5:59     |  |
| 4.  | «Para Ochún» (Arreglos musicales por: Héctor Lavoe)            | D.R. / D.R.S.    | 6:33     |  |
| 5.  | «Aléjate» (Arreglos musicales por: José Febles)                | Raúl René Rosado | 7:05     |  |
| 6.  | «Lloré» (Arreglos musicales por: José Febles)                  | José Febles      | 6:20     |  |
| 7.  | «Ceora» (Arreglos musicales por: José Febles)                  | Lee Morgan       | 5:45     |  |

## Personal

### Músicos
- Voz: Héctor Lavoe
- Coros: Willie Colón, José Mangual Jr. y Milton Cardona
- Trombones: Harry D’Aguiar, Reynaldo Jorge y Papo Vásquez "Noche de Farra y Para Ochum"
- Trompetas: Ray Maldonado, Puchi Boulong y Ray Feliciano "Noche de Farra y Para Ochum"
- Piano: Joe Torres "Para Ochum y Noche de Farra" y Gilberto Colón Piano y Fender rhodes
- Bajo: Danny Rosado,Eddie Rivera y Santi Gonzalez "Noche de Farra y Para Ochum"
- Bongó: José Mangual Jr. "Noche de Farra y Para Ochum" y Luis Mangual
- Congas: Eddie Montalvo & Milton Cardona "Noche de Farra y Para Ochum"
- Timbales: Edgardo Reyes

### Créditos
- Productor: Willie Colón
- Productor ejecutivo: Jerry Masucci
- Ingeniero de sonido: Jon Fausty